# Rejon Qazax
Rejon Qazax (azer. Qazax rayonu) – rejon w północno-zachodnim Azerbejdżanie. De iure przynależą do niego dwie eksklawy Azerbejdżanu na terenie Armenii – Yuxarı Əskipara i Barxudarlı. 